# Platylister persimilis
Platylister persimilis är en skalbaggsart som först beskrevs av Lewis 1893.  Platylister persimilis ingår i släktet Platylister och familjen stumpbaggar. Inga underarter finns listade i Catalogue of Life.